# Astelia
Astelia (укр. астелія) — рід лілійних рослин, поширених в Південній півкулі на Фолклендських островах, островах Реюньйон, Маврикій, в Південній Америці, Новій Зеландії та Австралії, а також на Гавайських островах.
Астелії ростуть епіфітно або наземно як багаторічні трав'янисті рослини і утворюють невеликі зарості через свої кореневища. Надземні частини рослини зазвичай покриті типовими сріблястими лусочками. Короткі стебла часто ледь помітні або перебувають під землею. Листки розташовані в три ряди на стеблах і мають багато жилок. Широкі листові піхви розташовані навколо стебла. Листові пластинки прості. Це дводомні рослини. На кінці безлистого суцвітного стебла є розгалужене волотисте суцвіття, яке зазвичай містить від двох до п'яти і більше простих китицеподібних вторинних суцвіть над великими, схожими на листя приквітками. Квітки порівняно невеликі. Чоловічі квіти зазвичай більші за жіночі. Ягода оточена довговічними приквітками й містить від мало до багато чорного, більш-менш блискучого насіння.

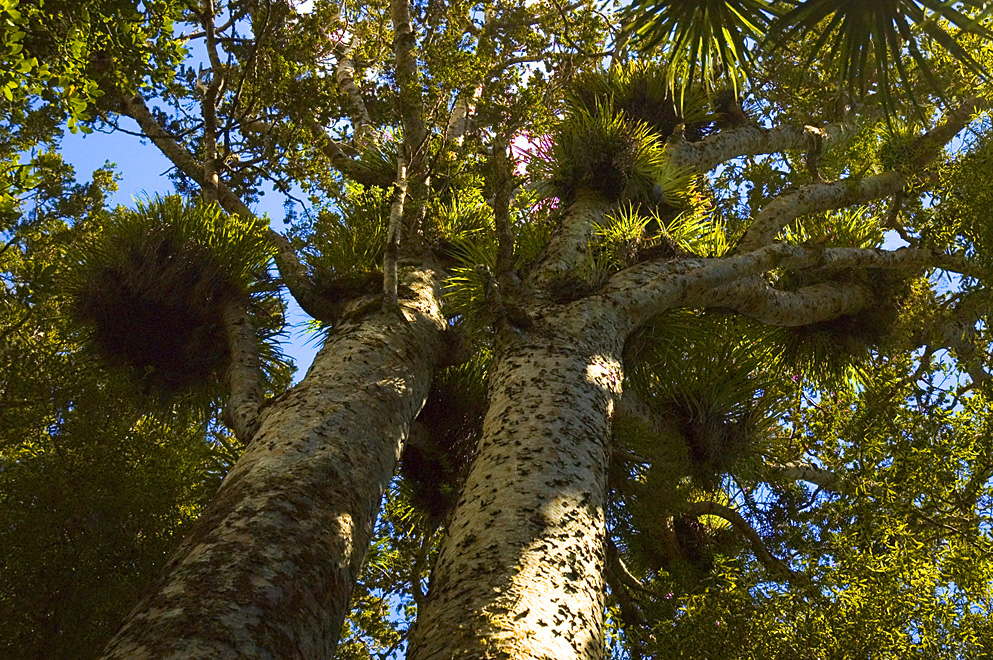
Astelia sp., Нова Зеландія